# Larissa Wilsonová
Larissa Hope Wilsonová (* 5. května 1989) je anglická televizní a filmová herečka z Bristolu. Nejvíce je známa pro svou roli Jal Fazerové v prvních dvou sériích seriálu Skins.
V únoru 2008 společně s Nicholasem Houltem předávala na Shockwaves NME Awards cenu zpěvačce Kate Nashové za Nejlepší sólovou zpěvačku.
V červenci 2008 se objevila jako Rebecca Websterová v seriálu Holby City.
Také si se svou kolegyní ze Skins, April Pearsonovou (hrála Michelle), v roce 2009 zahrála v černé komedii Tormented.
V roce 2011 hrála Iris Basseyovou v pořadu od BBC, Shirley.

## Filmografie
| Film      | Film                      | Film            | Film        |
| Rok       | Název                     | Role            | Poznámka    |
| --------- | ------------------------- | --------------- | ----------- |
| 2009      | Tormented                 | Khalillah       |             |
| Televize  |                           |                 |             |
| Rok       | Název                     | Role            | Poznámka    |
| 2007-2008 | Skins                     | Jal Fazerová    | 1.-2. série |
| 2008      | Holby City                | Rebecca Webster | 2 epizody   |
| 2009      | Případy advokáta Kingdoma | Donna           | 1 epizoda   |
| 2011      | Sparticle Mystery         | Anita           | 2 epizody   |